# 第14回JSLカップ
第14回JSLカップ（だい14かいJSLカップ）は、1989年8月29日から9月16日に行われた日本サッカーリーグ主催の大会である。大会はJSL1部、2部に所属する全28チーム参加によるトーナメント方式で争われた。優勝は日産自動車サッカー部であった。日産は昨シーズン限りで引退したオスカーが監督に就任。また並行してアジアクラブ選手権を戦う過密スケジュールながら、安定した戦いぶりでの大会2連覇となった。

## 出場クラブ

### JSL1部
- 日産自動車サッカー部
- 全日空サッカークラブ
- ヤマハ発動機サッカー部
- フジタ工業クラブサッカー部
- 読売サッカークラブ
- 古河電気工業サッカー部
- 松下電器産業サッカー部
- ヤンマーディーゼルサッカー部
- 本田技研工業サッカー部
- NKKサッカー部
- 東芝サッカー部
- 日立製作所サッカー部

### JSL2部
- 住友金属工業蹴球団
- 三菱重工業サッカー部
- 田辺製薬サッカー部
- 富士通サッカー部
- マツダサッカークラブ
- トヨタ自動車サッカー部
- NTT関東サッカー部
- 大阪ガスサッカー部
- 甲府サッカークラブ
- 新日本製鐵サッカー部
- コスモ石油サッカー部
- 川崎製鉄サッカー部
- 帝人サッカー部
- 東邦チタニウムサッカー部
- マツダオート広島サッカー部
- 京都紫光サッカークラブ

## 試合

### 1回戦
- 川崎製鉄 3-2 マツダオート広島
- 全日空 2-1 甲府クラブ
- NKK 4-0 大阪ガス
- フジタ工業 1-1 京都紫光（PK戦でフジタ工業が２回戦へ）
- 古河電工 1-0 富士通
- 松下電器 0-0（PK戦1-3）コスモ石油
- 読売クラブ 2-0 新日鉄
- トヨタ自動車 3-0 東邦チタニウム
- NTT関東 3-3（PK5-4）田辺製薬
- ヤマハ発動機 3-0 住友金属
- 日立製作所 1-1（PK2-4）マツダ
- 本田技研 6-0 帝人

### 2回戦
- 日産自動車 3-2 川崎製鉄
- 全日空 2-1 NKK
- フジタ工業 4-2 古河電工
- コスモ石油 1-4 ヤンマー
- 三菱重工 0-2 読売クラブ
- トヨタ自動車 1-1（PK5-4）NTT関東
- ヤマハ発動機 1-0 マツダ
- 本田技研 1-1 東芝（PK戦で東芝の勝利）

### 準々決勝
- 日産自動車 2-0 全日空
- フジタ工業 1-0 ヤンマー
- 読売クラブ 4-2 トヨタ自動車
- ヤマハ発動機 2-1 東芝

### 準決勝
- 日産自動車 2-1 フジタ工業
- 読売クラブ 0-1 ヤマハ発動機

### 決勝
| 1989年9月16日 15:00 |

| 日産自動車    | 1 - 0 | ヤマハ発動機 |
| 水沼貴史 26分 |       |              |

| 豊橋市民球技場 |